# Camps-la-Source
Camps-la-Source este o comună în departamentul Vaucluse din sud-estul Franței. În 2009 avea o populație de 1.650 de locuitori.

## Evoluția populației
| An        | 1975 | 1982 | 1990  | 1999  | 2006  | 2009  |
| --------- | ---- | ---- | ----- | ----- | ----- | ----- |
| Populație | 581  | 767  | 1.113 | 1.272 | 1.485 | 1.650 |